# Карымы
Кары́мы (монг. «хари, харим, харым» — чужой, инородный) — так буряты в Забайкалье называли метисов русских с бурятами и крещённых бурят в ходе покорения Сибири. Согласно Всероссийской переписи 2002, 2 человека самоидентифицировали себя как карымы, но были включены в состав русских.

## В топонимике
- В Забайкальском крае существует посёлок Карымское — центр Карымского района, железнодорожная станция Карымская, река Карымка и «карымский» чай.
- В Куйтунском районе Иркутской области существует село Карымск.
- В Прибайкальском районе Бурятии существует село Карымск. Также на Камчатке "Карымский вулкан".